# Skatepark of Tampa
Skatepark of Tampa (ook wel SPoT genoemd) is een wereldberoemd skatepark in Tampa, Florida, VS. Het is eigendom van Brian Schaefer en Ryan Clements.

## Geschiedenis
Op 28 december 1992 werd het skatepark voor het eerst geopend, alleen voor werknemers nog. Op 2 januari 2003 werd het park voor publiek officieel geopend.

## Tampa Am/Pro
In het skatepark worden jaarlijks wedstrijden gehouden. De Tampa Am is een wedstrijd waarin skateboarders tegen elkaar skaten die als amateur zijn gesponsord. De Tampa Pro werkt precies hetzelfde, alleen gaat het nu om professioneel gesponsorde skateboarders.

## Tony Hawk's Underground
Het park is een level in Tony Hawk's Underground, waarin een speler meedoet aan de Tampa Am-wedstrijd en hierna officieel als amateur gesponsord wordt. Hierbij moet hij zich als eerste plaatsen in de Street-course en als eerste in de vert-contest, die buiten het park plaatsvond. Om deze fictieve wedstrijd te starten, moet de speler tegen een personage met de naam Ryan Clements praten. Dit is ook de naam van de eigenaar van het park.